# Joseph Fuos
Joseph Fuos (Krum-Schiltach, 1739 – Ebersbach an der Fils, 1811) è stato un pastore protestante e scrittore tedesco.
Joseph Fuos, cappellano militare luterano e memorialista della Sardegna sabauda settecentesca, è considerato l'iniziatore della letteratura di viaggio sulla Sardegna, col libro Nachrichten aus Sardinien, von der gegenwärtigen Verfassung dieser Insel (Notizie dalla Sardegna, sulla situazione attuale di quest'isola), apparso anonimo a Lipsia nel 1780. L'attribuzione a Joseph Fuos (o Fues o Fuoss) non è ancora del tutto certa. Certo abbastanza è che l'autore anonimo del libro con questo titolo, apparso a Lipsia nel 1780 in forma di una raccolta di tredici lettere destinate a un anonimo barone del Baden, è stato in Sardegna, a Cagliari, negli anni dal 1773 al 1777, in qualità di cappellano militare, probabilmente del reggimento di svizzeri Royal Allemand allora di guarnigione a Cagliari al servizio del Re di Sardegna. 
La notorietà dell'opera e del suo probabile autore si deve alla tarda edizione italiana dell'avvocato cagliaritano Pasquale Gastaldi Millelire nel 1899. Parecchi dei successivi viaggiatori e memorialisti in Sardegna hanno attinto liberamente a questo suo testo, specie dopo la traduzione italiana e in particolare per quanto riguarda le usanze locali e i giudizi sul carattere e sul modo di vivere dei sardi di quei tempi e nel passato.  

## Edizioni
- Anonimo, Nachrichten aus Sardinien, von der gegenwärtigen Verfassung dieser Insel, Leipzig, Siegfried Lebrecht Crusius, 1780.
- Joseph Fuos, La Sardegna nel 1773-1776 descritta da un contemporaneo, traduzione e prefazione di Pasquale Gastaldi Millelire, Cagliari, La Piccola Rivista, 1899.
- Joseph Fuos, Notizie dalla Sardegna: 1773-1776, con cura, prefazione e nota bio-bibliografica di Giulio Angioni, Nuoro, Ilisso, Bibliotheca sarda, 2000, ISBN 88-87825-11-4.